# Borostomias abyssorum
Borostomias abyssorum es una especie de pez de la familia Stomiidae en el orden de los Stomiiformes.

## Morfología
• Los machos pueden llegar alcanzar los 7,5 cm de longitud total.

## Hábitat
Es un pez de mar y de aguas  templadas.

## Distribución geográfica
Se encuentra al noreste del  Atlántico: Francia.